# Mestosoma intermedium
Mestosoma intermedium är en mångfotingart som först beskrevs av Carl 1902.  Mestosoma intermedium ingår i släktet Mestosoma och familjen orangeridubbelfotingar. Inga underarter finns listade i Catalogue of Life.